# Phabricator
Phabricator è una suite di applicazioni web per lo sviluppo collaborativo tra i quali:
- Differential, un software utile alla revisione del codice sorgente;
- Diffusion, un browser per gli archivi di codice sorgente;
- Herald, un software atto al monitoraggio dei cambiamenti nel codice;[4]
- Maniphest, un'applicazione per tenere traccia delle segnalazioni di bug all'interno dei software;
- Phriction, un software per tenere traccia dei documenti e delle loro modifiche.[5]

Phabricator integra inoltre i software per il controllo versione Git, Mercurial e Subversion ed è disponibile come software libero sotto licenza Apache, versione 2.

## Storia

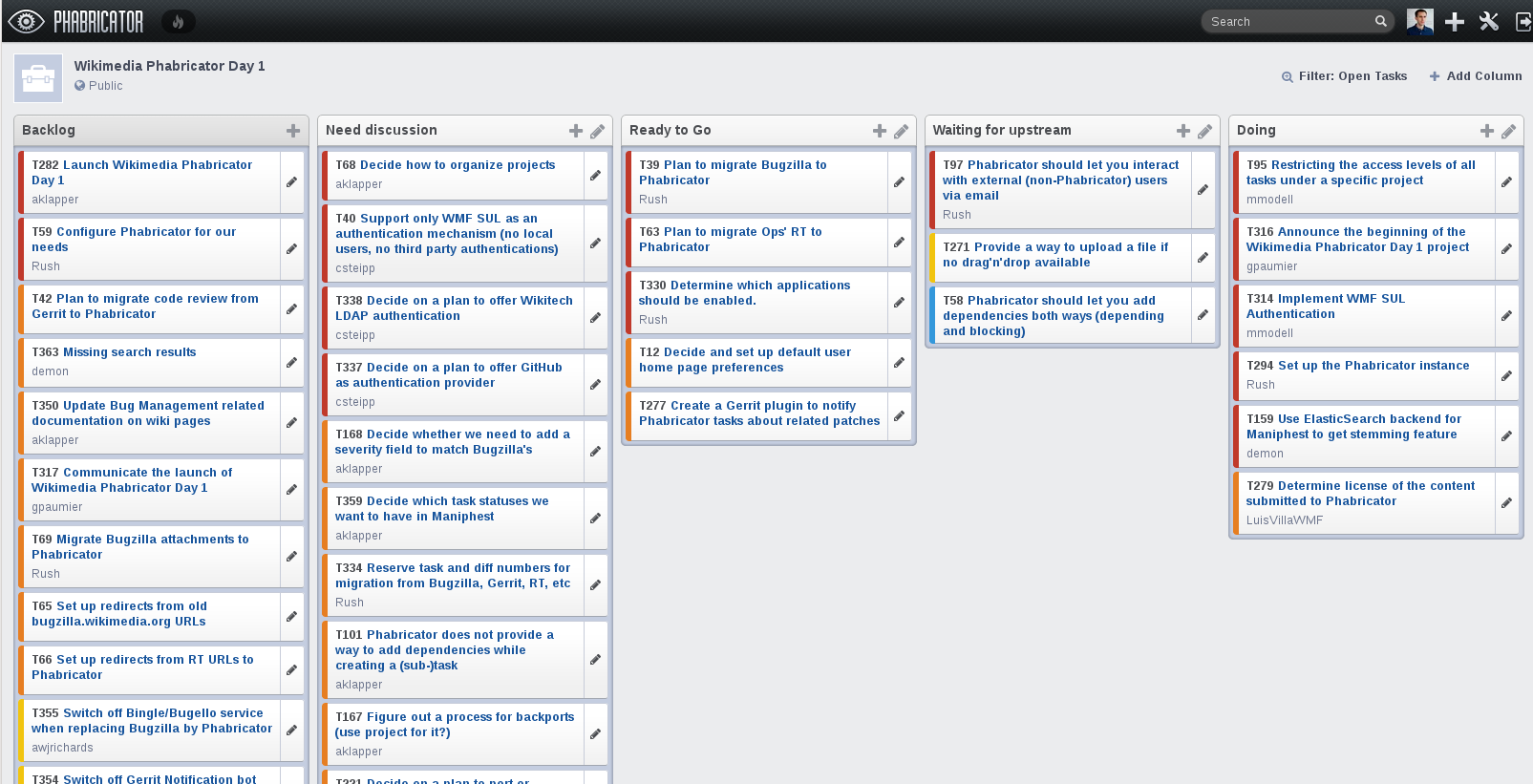
Interfaccia di una Workboard di Phabricator, nel 2014.

Phabricator è stato originariamente sviluppato come strumento per utilizzo interno dalla Facebook Inc. con a capo del progetto di sviluppo Evan Priestley, che, già nell'aprile 2007, prima ancora di entrare in Facebook, aveva creato una prima versione di Differential, chiamata Diffcamp, assieme a Luke Sheperd, durante una Facebook Hackathon.
Nel 2011, Priestley ha lasciato Facebook portando avanti lo sviluppo di Phabricator in Phacility, l'azienda da lui fondata.
Nel maggio 2021, la società Phacility ha annunciato la dismissione degli sviluppi sul software Phabricator, senza dichiarare particolari motivazioni. Dopo questo evento la maggior parte della community si è concentrata nella creazione di un fork chiamato phorge per proseguire gli sviluppi.

## Utilizzatori
Phabricator è utilizzato da molte aziende per lo sviluppo di diversi progetti, tra cui:
- Blender[12]
- Bloomberg[13]
- Cisco Systems[14]
- Clover Network[14]
- DeviantArt[14]
- Dropbox[15]
- Enlightenment[16]
- Facebook[17]
- FreeBSD[18][19]
- GnuPG[20]
- Haskell[21]
- Honda Transmission Manufacturing[14]
- KDE[22]
- Khan Academy[23]
- LLVM[24]
- MemSQL[14]
- Nokia[14]
- Nokia Networks[14]
- Pinterest[14]
- Quora[25]
- Solus[26]
- Tulip Retail[27]
- Twitter[14]
- Uber[28]
- Wikimedia Foundation[29]